# Édifice Price
Das Édifice Price (englisch Price Building) ist ein Hochhaus in der kanadischen Stadt Québec. Der 18-stöckige Wolkenkratzer an der Rue Sainte-Anne erreicht eine Höhe von 82 Metern. Es ist das höchste Gebäude in der Altstadt, auf Stadtgebiet ist es das siebthöchste. Erbaut wurde es in den Jahren 1929 bis 1931 als Hauptsitz des Papierunternehmens Price Brothers. Das Gebäude im Stile des Art déco stieß damals auf heftige Kritik, da man es als störenden Eingriff in die historisch gewachsene Struktur der Altstadt empfand; mittlerweile gilt es jedoch als Wahrzeichen. Es ist heute im Besitz der Stadt und wird von der Verwaltung des staatlichen Pensionsfonds Caisse de dépôt et placement du Québec genutzt. Seit 2001 dienen das 16. und 17. Stockwerk als offizielle Residenz des Premierministers der Provinz Québec.

## Geschichte
John Herbert Price und Arthur Clifford Price erbten 1924 das florierende Unternehmen Price Brothers Ltd. nach dem Tod ihres Vaters Sir William Price III. 1927 entschlossen sie sich dazu, in der Stadt Québec einen neuen Unternehmenshauptsitz zu errichten. An der Rue Saint-Pierre in der Unterstadt, der damaligen Hauptgeschäftsstraße Québecs, fanden sie jedoch kein geeignetes Grundstück. Aus diesem Grund fiel ihre Wahl auf die Rue Sainte-Anne in der Oberstadt, in der Nachbarschaft des Hôtel de Ville. Den Zuschlag für die Planung des Gebäudes erhielt Ross and Macdonald, ein renommiertes Architekturbüro in Montreal.
Die Stadt Québec, die sich ein modernes und progressives Image zulegen wollte, gab ihre Zustimmung zu dem Projekt, obwohl dafür zwei historische Gebäude abgerissen werden mussten. Diese Entscheidung rief heftige Kritik an der Stadtverwaltung hervor, die unfähig sei, die architektonische und historische Integrität der Altstadt zu bewahren. Die Quellen sind sich uneinig, wann genau der Baubeginn erfolgte. Einige nennen Juni 1929 bis Mai 1930, andere wiederum berichten, dass die Baubewilligung im Dezember 1929 erteilt wurde und die Arbeiten im Juni 1930 begannen. Eine weitere Quelle nennt nur die Jahre 1928 bis 1930. Der Grundstein trägt die Inschrift: This stone was laid Oct. XXIX MCMXXIX („Dieser Stein wurde am 29. Okt. 1929 gelegt“). Alle Quellen sind sich darin einig, dass die Bauarbeiten rasch voranschritten und das Gebäude innerhalb eines Jahres vollendet war. 1931 konnte es bezogen werden.
Obschon erfolgreich fertiggestellt, erwies sich das Gebäude für das Unternehmen als eine Art extravaganter Sargnagel. Die Weltwirtschaftskrise trieb Price Brothers an den Rand des Bankrotts, die Familie verlor die Kontrolle über das Unternehmen und den größten Teil ihres Vermögens. In den 1950er und 1960er Jahren wurden umfangreiche Restaurierungsarbeiten durchgeführt, vor allem im Innern des Gebäudes.
1983 erwarb die Stadt das Gebäude und nutzte es hauptsächlich für die Bauverwaltung. Sie folgte damit dem Beispiel des Municipal Building in New York City. Bald darauf wurde das Édifice Price mit einem langfristigen Mietvertrag unter die Verwaltung der Société Trans-immobilier du Québec (SITQ), der Immobilienabteilung des staatlichen Pensionsfonds Caisse de dépôt et placement du Québec (CDP), gestellt. Ausgedehnte Renovationen in den Jahren 2000 und 2001 umfassten den Einbau zweier neuer Stockwerke im Innern, die Errichtung einer Terrasse im 16. Stockwerk sowie die Installation neuer Aufzüge.
Seit 2001 sind das 16. und 17. Stockwerk die offizielle Residenz des Premierministers der Provinz Québec. Zwischen 1997 und 2002 belegte eine luxuriöse psychiatrische Klinik das zweite und dritte Stockwerk des Gebäudes. Die Gebäudeverwaltung wies nachdrücklich darauf hin, dass der zeitliche Zusammenhang zwischen dem Umzug der Klinik und dem Umbau der Residenz des Premierministers rein zufällig sei. Am 12. Juli 2009 balancierte der Seiltänzer Ramon Kelvink jr. 230 Meter weit vom 13. Stockwerk des Édifice Price zum 15. Stockwerk des Château Frontenac, im Rahmen der Feierlichkeiten zum 400-jährigen Jubiläum der Stadt Québec.

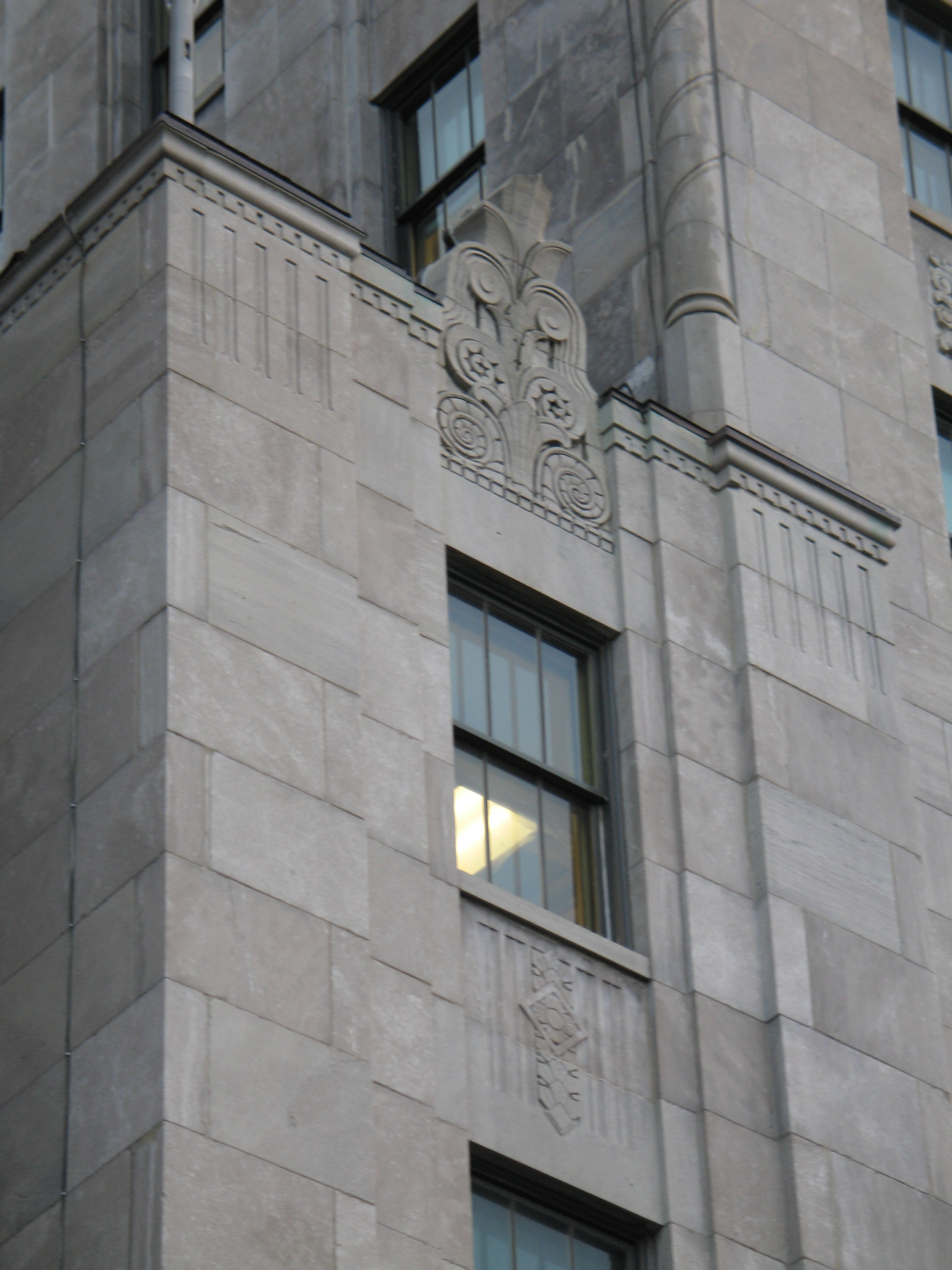
Fassadendetail

Der Bau des Édifice Price war in den 1920er Jahren stark umstritten gewesen. Erstens manifestierte er eine Geringschätzung der Absicht von Sir William Price, den Hauptsitz von Price Brothers in den Gründungsort Kénogami (heute Jonquière) zu verlegen. Zweitens wurde das monumentale Bauwerk als völlig übertrieben empfunden, da es inmitten einer gemischten Gewerbe- und Wohnzone stand, wo nur wenige Gebäude höher als vier oder fünf Stockwerke waren. Die Kritik hielt nach der Fertigstellung an und einige Jahre später verabschiedete der Stadtrat eine Verordnung, welche die Gebäudehöhe in der Altstadt auf 65 Fuß (19,81 m) beschränkte – eine Höhe, die nur von einem weiteren Gebäude übertroffen wurde, dem sieben Stockwerke hohen Hôtel-Dieu de Québec. Heute jedoch gilt das Gebäude als architektonisches Denkmal und als charakteristisches Element der Skyline.

## Architektur
Trotz der ursprünglichen Kontroverse gilt das Édifice Price als sehr gut in die Umgebung eingebettet und gut angepasst an ein lediglich 24 Meter breites Grundstück. Von den 18 Stockwerken werden 15 als Bürofläche genutzt, zwei dienen als Residenz des Premierministers und das oberste bietet Platz für Wartungseinrichtungen und Aufzugmotoren. Zwei Aufzüge – je ein Personen- und Güteraufzug – ermöglichen den Zugang zu allen Stockwerken.

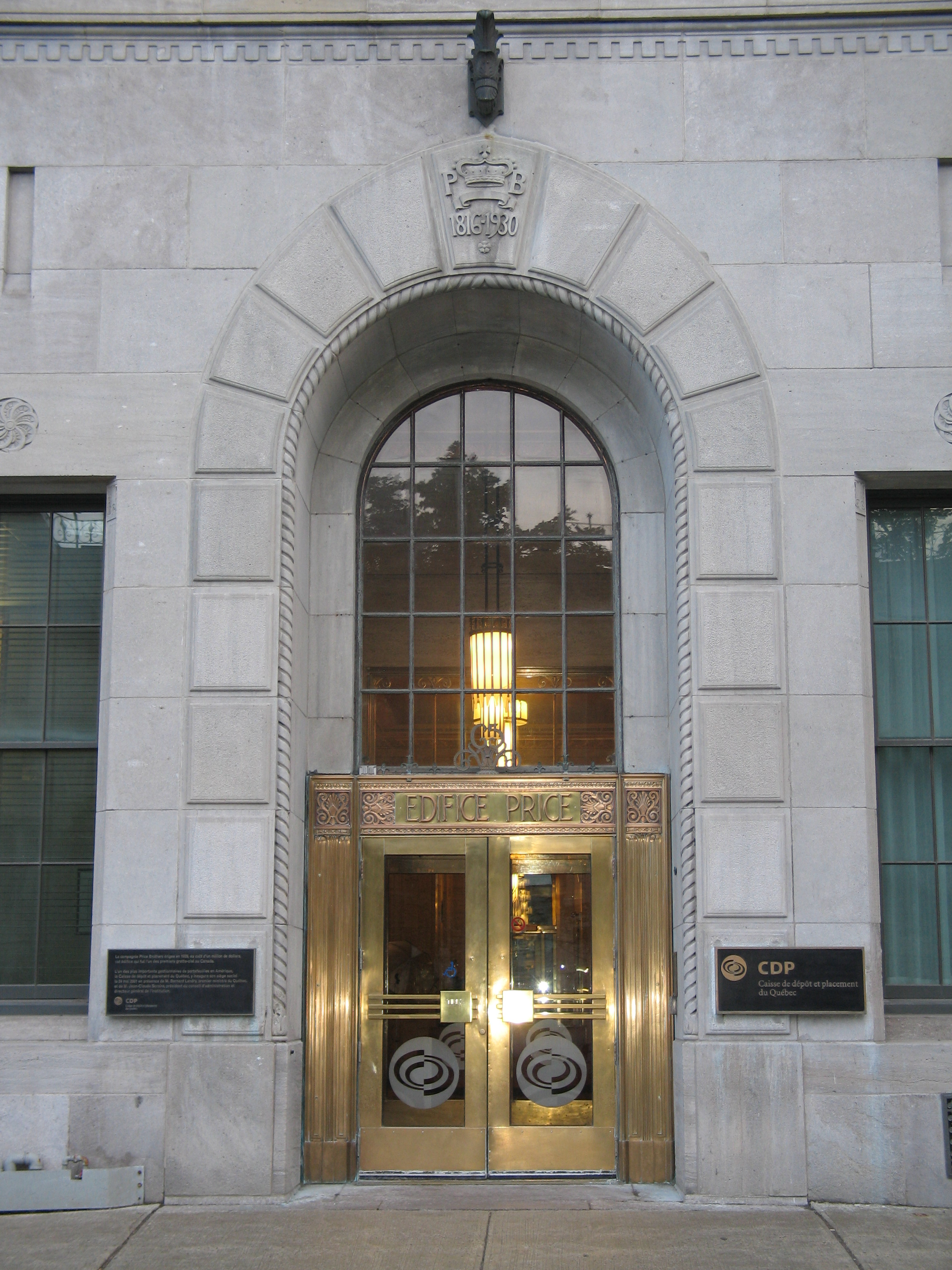
Eingang

Das Édifice Price entstand im damals beliebten Stil des Art déco, wie das benachbarte Hôtel Clarendon, dessen Erweiterung einige Jahre zuvor fertiggestellt worden war. Das Design verwendet Staffelgeschosse, um nach und nach die Geschossfläche zu verringern. Dadurch entsteht die typische gestreckte „Hochzeitstorten-Form“, welche dazu beiträgt, die Last und die visuelle Beeinträchtigung auf die städtische Skyline zu verringern. Die oberen Staffelgeschosse wurden später zu Balkonen umgebaut. Weil das Gebäude tiefer als breit ist, erscheint es von der Seite her gesehen bedeutend wuchtiger. Dies erinnert an die Bauwerke des finnischen Jugendstil-Architekten Eliel Saarinen und ist das stilistische Gegenteil zu anderen Gebäuden in der Stadt wie zum Beispiel dem Château Frontenac, dessen Ausleger-Struktur sich mit zunehmender Höhe verbreitert. In die Steinverkleidung des Édifice Price sind geometrische Motive gehauen, insbesondere im Bereich der unteren Stockwerke. Das Gebäude wird abgeschlossen durch ein spitz zulaufendes und mit Kupfer verkleidetes Dach im Châteauesque-Stil (eine von der Beaux-Arts-Architektur beeinflusste Spielart der Neorenaissance). Hauptelemente der Fassadendekoration sind in Palmenmotive übergehende Pilaster, ebenso Pinakel und ein großer gewölbter Bogen über dem Haupteingang.
In Bodennähe und in der Lobby stellen Flachreliefs die Ursprünge des Unternehmens Price Brothers dar. Während der 1920er Jahre entwickelte John M. Lyle, ein einflussreicher Beaux-Arts-Architekt, eine einzigartige kanadische Fusion französischer und britischer Kolonialstile. Ross and Macdonald übertrug dessen Ideen auf das Édifice Price. Jedes Stockwerk wird durch einen zentralen Flur in zwei symmetrische Hälften geteilt, eine Projektion am Ende des Gebäudes erinnert an den Bug eines Schiffes.
Das Stahlskelett des Gebäudes war die erste Anwendung dieser Bauweise in der Stadt. Es wurde mit grauem Kalkstein aus Saint-Marc-des-Carrières und Queenston umhüllt. Aufgrund des raschen Baufortschritts war der Steinbruch in Saint-Marc nicht in der Lage, die Nachfrage nach Steinblöcken auf der Baustelle zu befriedigen, weshalb Queenston als zusätzlicher Abbauort einspringen musste. Der Stein aus Saint-Marc ist perlgrau und wandelt sich mit fortschreitendem Alter zu einem bleichen Beige, während der Stein aus Queenston rosafarbene Calcitadern aufweist, die von Crinoidae-Fossilien stammen und mit der Zeit einen bräunlich-gelben Chamois-Farbton annimmt.

## Price-Denkmal

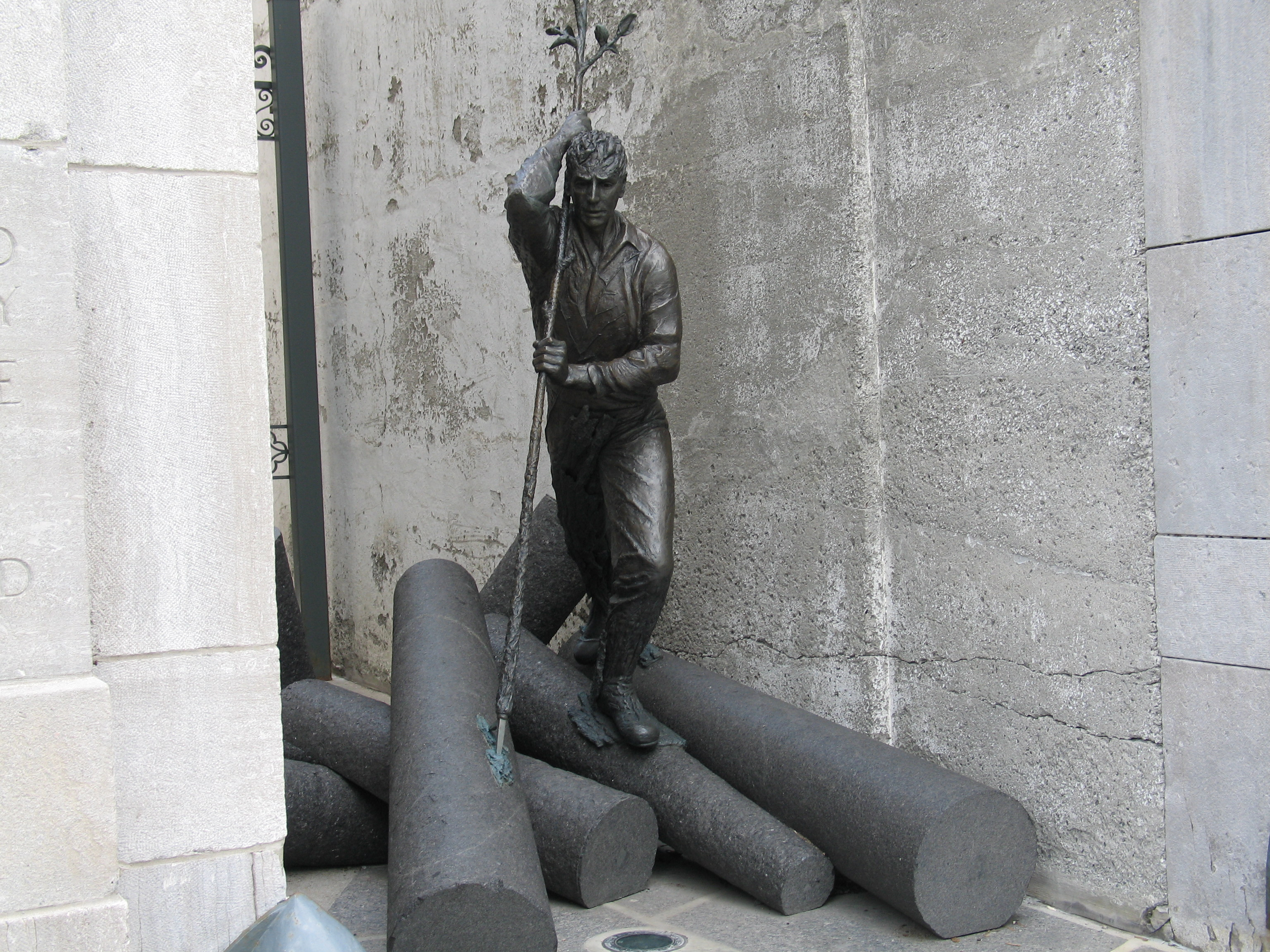
L’Homme-Rivière

Zwischen dem Édifice Price und dem rechts davon gelegenen Nachbargebäude (Reihenhaus an der 67–71 rue Sainte-Anne) wurde 2002 ein Denkmal enthüllt, das den Namen L’Homme-Rivière („der Flussmann“) trägt. Die Skulptur wurde von der CDP und der Fondation Virginia Parker in Auftrag gegeben und von den in Québec lebenden Bildhauerinnen Lucienne Cornet und Catherine Sylvain entworfen.
L’Homme-Rivière stellt einen Flößer bei der Arbeit dar. Die Baumstämme sind erheblich stilisiert, reduziert zu wenig mehr als Zylindern. Der Flößer und sein Haken werden hingegen dargestellt, als ob sie sich in eine hölzerne Pflanze verwandeln. Der Standort, eine schmale Lücke zwischen zwei hohen Gebäuden, erweckt den Eindruck, als ob die Skulptur durch eine enge Schlucht fährt. L’Homme-Rivière wirkt ausgesprochen dynamisch und scheint beinahe auf das Trottoir gespült zu werden. Der Flößer ist eine wichtige symbolische Figur in der Geschichte und Kultur Québecs, insbesondere aufgrund des Romans Menaud, maître-draveur von Félix-Antoine Savard.

## Residenz des Premierministers
Ein Appartement im 16. und 17. Stockwerk ist seit 2001 die offizielle Residenz des Premierministers der Provinz Québec. Diese beiden Stockwerke dienten zuvor als Vorstandsetage für die CDP-Unternehmensleitung. Bereits 1994 hatte es einen Versuch gegeben, dem Premierminister eine offizielle Residenz anzubieten. Damals erwarb die Handelskammer der Stadt Québec ein großes Haus an der 1080 rue des Braves und stellte es dem damaligen Regierungschef Jacques Parizeau zur Verfügung. Es gab allerdings Bedenken bezüglich der Sicherheit und der nachbarschaftlichen Beziehungen, woraufhin dessen Nachfolger Lucien Bouchard auf die Nutzung des Hauses verzichtete. Er lebte stattdessen während fast seiner gesamten Amtszeit in einer kleinen Wohnung auf dem Colline parlementaire (Parlamentshügel).
Der neue Premierminister Bernard Landry, der bisher in einer Dreizimmerwohnung gelebt hatte, kündigte im Mai 2001 an, er werde das Angebot der SITQ, ihm das Appartement im Édifice Price zur Verfügung zu stellen, annehmen. Im November desselben Jahres zog er dort ein. Es wurde Kritik laut, das Appartement sei eher klein und schlecht beleuchtet; außerdem biete es nicht genügend Platz für eine Familie (Landry war damals nach dem Tod seiner ersten Ehefrau alleinstehend). Einige Kritiker deuteten darauf hin, dass die ehemalige Residenz des Vizegouverneurs am 1010 Chemin Saint-Louis, die 1996 für einen Bruchteil des geschätzten Wertes verkauft worden war, eine exzellente Wahl gewesen wäre.
Der Umbau und die Neueinrichtung des 260 m² großen Appartements kosteten 195.000 Dollar. Es enthält ein Esszimmer für 14 Personen, zwei Schlafzimmer und verschiedene Nebenzimmer. Der Premierminister hat auch Zugang zu einer Empfangshalle im 14. Stockwerk, falls die Notwendigkeit dafür besteht. Das Appartement ist mit Parkettböden aus Ahornholz sowie mit Granit und Kalkstein verziert. Die Möbel entsprechen dem traditionellen Québecer Stil, an den Wänden hängen als Leihgabe des Musée national des beaux-arts du Québec verschiedene Gemälde lokaler Künstler. 2006 wurde erneut Kritik laut, da Premierminister Jean Charest das Appartement nur wenig nutzte. Er sah wenig Sinn darin, mit seiner gesamten fünfköpfigen Familie von Montreal wegzuziehen und hier zu leben.